# Okręg wyborczy nr 40 do Sejmu Rzeczypospolitej Polskiej (1993–2001)
Okręg wyborczy nr 40 do Sejmu Rzeczypospolitej Polskiej (1993–2001) obejmował województwo sieradzkie. W ówczesnym kształcie został utworzony w 1993. Wybieranych było w nim 4 posłów w systemie proporcjonalnym.
Siedzibą okręgowej komisji wyborczej był Sieradz.

## Wyniki wyborów
| Podział 4 mandatów: SLD: 1 PSL: 3 |

| Podział 4 mandatów: SLD: 2 PSL: 1 AWS: 1 |

## Reprezentanci okręgu
| Sejm | Rok  | Poseł KW                                  | Poseł KW                                  | Poseł KW                                  | Poseł KW                                  | Poseł KW                                  | Poseł KW                                  | Poseł KW                                  | Poseł KW                                  |
| ---- | ---- | ----------------------------------------- | ----------------------------------------- | ----------------------------------------- | ----------------------------------------- | ----------------------------------------- | ----------------------------------------- | ----------------------------------------- | ----------------------------------------- |
| II   | 1993 |                                           | W. Zarzycki PSL                           |                                           | I. Nowacka SLD                            |                                           | W. Tomaszewski PSL                        |                                           | W. Gołębiewski PSL                        |
| III  | 1997 |                                           | W. Zarzycki PSL                           | D. Kubiak AWS                             | I. Nowacka SLD                            |                                           | R. Sroczyński SLD                         |                                           |                                           |
| IV   | 2001 | okręg zniesiony – patrz okręgi nr 10 i 11 | okręg zniesiony – patrz okręgi nr 10 i 11 | okręg zniesiony – patrz okręgi nr 10 i 11 | okręg zniesiony – patrz okręgi nr 10 i 11 | okręg zniesiony – patrz okręgi nr 10 i 11 | okręg zniesiony – patrz okręgi nr 10 i 11 | okręg zniesiony – patrz okręgi nr 10 i 11 | okręg zniesiony – patrz okręgi nr 10 i 11 |

### Wybory parlamentarne 1993
| Komitet wyborczy                                      | Komitet wyborczy                                     | Głosów | %     | Mandaty | Wybrani posłowie                                              |
| ----------------------------------------------------- | ---------------------------------------------------- | ------ | ----- | ------- | ------------------------------------------------------------- |
|                                                       | Polskie Stronnictwo Ludowe                           | 41 310 | 28,26 | 3       | Wojciech Zarzycki, Władysław Tomaszewski, Wiesław Gołębiewski |
|                                                       | Sojusz Lewicy Demokratycznej                         | 27 045 | 18,50 | 1       | Irena Nowacka                                                 |
|                                                       | Polskie Stronnictwo Ludowe – Porozumienie Ludowe     | 10 469 | 7,16  | –       |                                                               |
|                                                       | Unia Pracy                                           | 8321   | 5,69  | –       |                                                               |
|                                                       | Unia Demokratyczna                                   | 7686   | 5,26  | –       |                                                               |
|                                                       | Konfederacja Polski Niepodległej                     | 7363   | 5,04  | –       |                                                               |
|                                                       | Katolicki Komitet Wyborczy „Ojczyzna”                | 6542   | 4,48  | –       |                                                               |
|                                                       | Partia X                                             | 6257   | 4,28  | –       |                                                               |
|                                                       | Porozumienie Centrum                                 | 5384   | 3,68  | –       |                                                               |
|                                                       | Samoobrona – Leppera                                 | 5145   | 3,52  | –       |                                                               |
|                                                       | Niezależny Samorządny Związek Zawodowy „Solidarność” | 4956   | 3,39  | –       |                                                               |
|                                                       | Bezpartyjny Blok Wspierania Reform                   | 4813   | 3,29  | –       |                                                               |
|                                                       | Kongres Liberalno-Demokratyczny                      | 4082   | 2,79  | –       |                                                               |
|                                                       | Koalicja dla Rzeczypospolitej                        | 4048   | 2,77  | –       |                                                               |
|                                                       | Unia Polityki Realnej                                | 2100   | 1,44  | –       |                                                               |
|                                                       | Polska Partia Przyjaciół Piwa                        | 651    | 0,45  | –       |                                                               |
| Frekwencja: 51,15% Źródło: Państwowa Komisja Wyborcza |                                                      |        |       |         |                                                               |

Poniższa tabela przedstawia podział mandatów dla komitetów wyborczych na podstawie uzyskanych głosów, a następnie obliczonych ilorazów wyborczych na podstawie metody D’Hondta.
| Podział mandatów dla komitetów wyborczych na podstawie metody D’Hondta | Podział mandatów dla komitetów wyborczych na podstawie metody D’Hondta | Podział mandatów dla komitetów wyborczych na podstawie metody D’Hondta | Podział mandatów dla komitetów wyborczych na podstawie metody D’Hondta | Podział mandatów dla komitetów wyborczych na podstawie metody D’Hondta | Podział mandatów dla komitetów wyborczych na podstawie metody D’Hondta | Podział mandatów dla komitetów wyborczych na podstawie metody D’Hondta | Podział mandatów dla komitetów wyborczych na podstawie metody D’Hondta | Podział mandatów dla komitetów wyborczych na podstawie metody D’Hondta |
| Komitet wyborczy                                                       | Komitet wyborczy                                                       | Liczba głosów                                                          | Iloraz wyborczy                                                        | Iloraz wyborczy                                                        | Iloraz wyborczy                                                        | Iloraz wyborczy                                                        | Mandaty                                                                | TP                                                                     |
| Komitet wyborczy                                                       | Komitet wyborczy                                                       | Liczba głosów                                                          | /1                                                                     | /2                                                                     | /3                                                                     | /4                                                                     | Mandaty                                                                | TP                                                                     |
| ---------------------------------------------------------------------- | ---------------------------------------------------------------------- | ---------------------------------------------------------------------- | ---------------------------------------------------------------------- | ---------------------------------------------------------------------- | ---------------------------------------------------------------------- | ---------------------------------------------------------------------- | ---------------------------------------------------------------------- | ---------------------------------------------------------------------- |
|                                                                        | Polskie Stronnictwo Ludowe                                             | 41 310                                                                 | 41 310                                                                 | 20 655                                                                 | 13 770                                                                 | 10 328                                                                 | 3                                                                      | 1,71                                                                   |
|                                                                        | Sojusz Lewicy Demokratycznej                                           | 27 045                                                                 | 27 045                                                                 | 13 523                                                                 | 9015                                                                   | 6761                                                                   | 1                                                                      | 1,12                                                                   |
|                                                                        | Unia Pracy                                                             | 8321                                                                   | 8321                                                                   | 4161                                                                   | 2774                                                                   | 2080                                                                   | 0                                                                      | 0,34                                                                   |
|                                                                        | Unia Demokratyczna                                                     | 7686                                                                   | 7686                                                                   | 3843                                                                   | 2562                                                                   | 1922                                                                   | 0                                                                      | 0,32                                                                   |
|                                                                        | Konfederacja Polski Niepodległej                                       | 7363                                                                   | 7363                                                                   | 3682                                                                   | 2454                                                                   | 1841                                                                   | 0                                                                      | 0,31                                                                   |
|                                                                        | Bezpartyjny Blok Wspierania Reform                                     | 4813                                                                   | 4813                                                                   | 2407                                                                   | 1604                                                                   | 1203                                                                   | 0                                                                      | 0,20                                                                   |
| Ogółem                                                                 | Ogółem                                                                 | 96 538                                                                 | —                                                                      | —                                                                      | —                                                                      | —                                                                      | 4                                                                      | 4                                                                      |

### Wybory parlamentarne 1997
| Komitet wyborczy                                      | Komitet wyborczy                          | Głosów | %     | Mandaty | Wybrani posłowie                |
| ----------------------------------------------------- | ----------------------------------------- | ------ | ----- | ------- | ------------------------------- |
|                                                       | Sojusz Lewicy Demokratycznej              | 36 171 | 29,36 | 2       | Irena Nowacka, Roman Sroczyński |
|                                                       | Akcja Wyborcza Solidarność                | 30 746 | 24,96 | 1       | Dariusz Kubiak                  |
|                                                       | Polskie Stronnictwo Ludowe                | 20 624 | 16,74 | 1       | Wojciech Zarzycki               |
|                                                       | Unia Wolności                             | 10 849 | 8,81  | –       |                                 |
|                                                       | Unia Pracy                                | 8425   | 6,84  | –       |                                 |
|                                                       | Ruch Odbudowy Polski                      | 7132   | 5,79  | –       |                                 |
|                                                       | Krajowa Partia Emerytów i Rencistów       | 3309   | 2,69  | –       |                                 |
|                                                       | Unia Prawicy Rzeczypospolitej             | 2377   | 1,93  | –       |                                 |
|                                                       | Krajowe Porozumienie Emerytów i Rencistów | 2074   | 1,68  | –       |                                 |
|                                                       | Blok dla Polski                           | 1484   | 1,20  | –       |                                 |
| Frekwencja: 42,35% Źródło: Państwowa Komisja Wyborcza |                                           |        |       |         |                                 |

Poniższa tabela przedstawia podział mandatów dla komitetów wyborczych na podstawie uzyskanych głosów, a następnie obliczonych ilorazów wyborczych na podstawie metody D’Hondta.
| Podział mandatów dla komitetów wyborczych na podstawie metody D’Hondta | Podział mandatów dla komitetów wyborczych na podstawie metody D’Hondta | Podział mandatów dla komitetów wyborczych na podstawie metody D’Hondta | Podział mandatów dla komitetów wyborczych na podstawie metody D’Hondta | Podział mandatów dla komitetów wyborczych na podstawie metody D’Hondta | Podział mandatów dla komitetów wyborczych na podstawie metody D’Hondta | Podział mandatów dla komitetów wyborczych na podstawie metody D’Hondta | Podział mandatów dla komitetów wyborczych na podstawie metody D’Hondta | Podział mandatów dla komitetów wyborczych na podstawie metody D’Hondta |
| Komitet wyborczy                                                       | Komitet wyborczy                                                       | Liczba głosów                                                          | Iloraz wyborczy                                                        | Iloraz wyborczy                                                        | Iloraz wyborczy                                                        | Iloraz wyborczy                                                        | Mandaty                                                                | TP                                                                     |
| Komitet wyborczy                                                       | Komitet wyborczy                                                       | Liczba głosów                                                          | /1                                                                     | /2                                                                     | /3                                                                     | /4                                                                     | Mandaty                                                                | TP                                                                     |
| ---------------------------------------------------------------------- | ---------------------------------------------------------------------- | ---------------------------------------------------------------------- | ---------------------------------------------------------------------- | ---------------------------------------------------------------------- | ---------------------------------------------------------------------- | ---------------------------------------------------------------------- | ---------------------------------------------------------------------- | ---------------------------------------------------------------------- |
|                                                                        | Sojusz Lewicy Demokratycznej                                           | 36 171                                                                 | 36 171                                                                 | 18 086                                                                 | 12 057                                                                 | 9043                                                                   | 2                                                                      | 1,37                                                                   |
|                                                                        | Akcja Wyborcza Solidarność                                             | 30 746                                                                 | 30 746                                                                 | 15 373                                                                 | 10 249                                                                 | 7687                                                                   | 1                                                                      | 1,17                                                                   |
|                                                                        | Polskie Stronnictwo Ludowe                                             | 20 624                                                                 | 20 624                                                                 | 10 312                                                                 | 6875                                                                   | 5156                                                                   | 1                                                                      | 0,78                                                                   |
|                                                                        | Unia Wolności                                                          | 10 849                                                                 | 10 849                                                                 | 5425                                                                   | 3616                                                                   | 2712                                                                   | 0                                                                      | 0,41                                                                   |
|                                                                        | Ruch Odbudowy Polski                                                   | 7132                                                                   | 7132                                                                   | 3566                                                                   | 2377                                                                   | 1783                                                                   | 0                                                                      | 0,27                                                                   |
| Ogółem                                                                 | Ogółem                                                                 | 105 522                                                                | —                                                                      | —                                                                      | —                                                                      | —                                                                      | 4                                                                      | 4                                                                      |